# Iaido
Iaido(居合道, Iaidō) je japonska borilna veščina, katero povezujemo s prefinjenimi in nadzorovanimi gibi vlečenja meča iz njegove nožnice, napadom oz. rezanjem nasprotnika, odstranjevanjem krvi z rezila in vnovičnemu potisku meča v nožnico. Pri vadbi iaida se uporablja bokken, iaito in shinken. Ker iaido uči rokovanja s kovinskimi orožji, je skoraj v celoti osnovan na že vnaprej predpisanih oblikah boja ali kata-h. V posameznih katah iaida je več sodelujočih, zato so iaidoke oz. učenci iaida, primorani uporabljati lesen meč ali bokken. Iaido v svoji filozofiji ne podpira nikakršnih tekmovanj. Prav zaradi tega aspekta ter osredotočenosti iaida na natančno, nadzorovano in tekoče gibanje, je včasih imenovan tudi „Gibajoči se Zen“.

Iaido se uči v dojo-ih, poleg kenda in aikida. 

## Izvor
Beseda iaido v prevodu pomeni „Pot duševne prisotnosti in takojšnjega odziva, reakcije“, prvi pa naj bi jo uporabil Nakayama Hakudo (1873-1958).
Iaida ne smemo zamenjati s pojmoma kendo ali kenjutsu:
- Kendo ne uči potega meča iz in v nožnice. Osrednje orožje kenda je upogljivi meč iz bambusa ali shinai, brez nožnice. Kendo se vadi v parih, v „full-contact“ borbah ali pa s katami.
- Kenjutsu se v glavnem vadi v parih, v že vnaprej določenih borbenih oblikah, pogostokrat pa se meč ne potiska v in iz nožnice.

Iaido se pogostokrat uporablja kot nadomestni izraz za Battōjutsu, ki pomeni „tehnika vlečenja meča“. Battojutsu je zgodovinski izraz, ki izvira iz 15. stoletja, obsega pa tako vadbo vlečenja meča, kot tudi rezanje ali tageshiri. Izraz iaijutsu (居合術) je prevladal kasneje, v 17. stoletju, danes pa se uporablja izraz iaido. Le-ta izhaja iz modernega trenda, težnji borilnih veščin ali gendai budo, ki poudarja filozofsko in duševno plat veščine. V sodobni rabi se battojutsu uporablja kot izraz, ki se usmerja v tehnike rezanja in individualne vadbe.
Oblike iaida ali kate se izvajajo individualno proti enemu ali več namišljenih nasprotnikov. Nekatere tradicionalne šole iaida pa tudi vključujejo vadbo v parih. Nekateri slogi in šole pa tudi ne vadijo rezanja ali tamegashiri-ja.
Glavni poudarek iaida je na trenutnem stanju duševnosti iaidoke (居). Sledi pa mu vlečenje meča ter hiter odgovor v obliki nenadnega napada (合). Začetne postavitve izhajajo iz bojnih položajev ali pa iz čisto običajnih sedečih in stoječih položajev. To pa je bila tudi najpomembnejša zmožnost samurajev - takojšnja reakcija iz kakršnega koli položaja (侍 ).
Zelo pomemben del iaida pa je tudi nintsuke ali življenje iai-ja. To je izjemno hiter zamah z mečem, ki vključuje tudi vlečenje meča iz nožnice ali saya, ter s položitvijo saya v saya-biki. Rezilo se lahko izvleče iz saya in se uporabi za hiter, silen, nukitsuke rez.

## Zgodovina iai-ja

### Nastanek
Šola Tenshin Shōden Katori Shintō-ryū (天真正伝香取神道流) je iaijutsu vključila v svoj učni načrt že v zgodnjem 15. stoletju. Prve šole, katere so se popolnoma posvetile vlečenju meča, pa so se pojavile v poznem 16. oz. zgodnjem 17. stoletju. Hayashizaki Jinsuke Minamoto no Shigenobu (林崎甚助重信; 1546–1621) pa se pripisujejo zasluge za ustanovitev prve šole iaijutsuja. O njegovem življenju je malo znanega, zato se poraja mnogo vprašanj o sami njegovi eksistenci. Dve največji šoli vlečenja meča, ki obstaja še danes sta šoli Musō Shinden-ryū (夢想神伝流) in Musō Jikiden Eishin-ryū (無雙直傳英信流). Obe šoli pa imata izvor v Hayashizaki Jinsuke Shigenobu.
Preden je Nakayama Hakudo (1873-1958) v začetku 20. stoletja skoval ime iaido, so se uporabljala mnoga druga imena kot na primer battō, battōjutsu ali saya no uchi. Iaido danes velja za moderno borilno veščino, ki jo zastopa in tudi uči Vse japonska kendo zveza (AJFK), medtem ko je iaijutsu stara, koryu borbena tehnika.

### Seitei Iaido
Seitei Iaido (制定) ali Zen Nippon Kendo Renmei Iaido je prvi stil iaida Vse japonske kendo zveze (AJKF, Zen Nippon Kendo Renmei ali ZNKR). Dvanajst oblik Seitei iaida ali seitei-gata so sedaj standard oz. norma za vadbo, napredovanje in širjenja iaida znotraj Kendo zveze. Kljub temu, da vsi dojo-ji ne poučujejo le-teh, jih AJFK uporablja za shiai in izpite. Posledično je seitei iaido postal najbolj prepoznavna oblika iaida na Japonskem in tudi po svetu.

### Tōhō Iaido
Vse japonska iaido zveza (ZNIR, Zen Nihon Iaidō Renmei; ustanovljena leta 1948), ima doloćenih pet oblik iaida, Tōhō Iaidō. Oblike ZNIR so v bistvu enako kot oblike AJFK (ZNKR). Teh pet oblik pa je tudi osnovalo pet velikih, različnih šol iaida:
Maegiri Musō Jikiden Eishin-ryū, 
Zengogiri Mugai-ryū, 
Kiriage Shindō Munen-ryū, 
Shihôgiri Suiō-ryū, 
Kissakigaeshi Hoki-ryū,

### Klasična doba iai-ja
Kljub temu, da obstaja mnogo različic klasičnega iaida ali iaijutsuja ali koryu-a, ki se vadi na Japonskem, sta po svetu najbolj priljubljeni Musō Jikiden Eishin-ryū in Musō Shinden-ryū. Med seboj imata mnogo podobnosti, saj izhajata iz istega sloga, katerega je v 18. stoletju osnoval Ōguro Motoemon Kiyokatsu sensei. Nato sta učenca Ogure, Matsuyoshi Teisuke Hisanari in Hayashi Masu no Jō Masanari, na osnovi filozofskih razlik ustananovila sloga 'Shimomura-ha in Tanimura-ha.
Ti dve šoli sta vzajemo obstajali še mnogo let, vse do začetka 20. stoletja, ko je prevladala šola Musō Jikiden Eishin-ryū, pod vodstvom Ōe Masamichi Shikei-ja. Le-ta je, tik pred svojo smrtjo leta 1927, združil šole Tanimura-ha, Hasegawa Eishin-ryū in Ōmori-ryū v Musō Jikiden Eishin-ryū.
Shimomura-ha je imela lastnega ravnatelja in filozofijo mnogo let, a sta ti dve v toku časa izginili. Zadnji ravnatelj šole Shimomura-ha, je bil Nakayama Hakudō, kateri je ustanovil nov iai-veščina, ki jo je poimenoval Musō Shinden Battōjutsu. V tej borilni veščini oz. slogu iai-ja se prepletajo prvine mnogih iai-ji veščin, a najmočnejšo ima Shimomura-ha. Nakayama Hakudō je bil znan po tem, da je svoje učence učil pristnega, čistega Shimomura-ha. Kljub temu, da danes šola Shimomura-ha več ne obstaja, imajo njene prvine in razni elementi še vedno močan vpliv na moderno šolo Musō Shinden-ryū.
Ena izmed najbolj očitnih razlik med šolami je nōtō (način potiska katane v nožnico).
- V Shinkenu se celotni noto izvede z sayo v vodoravni legi, tj. rezilo sablje mora biti ves čas vzporedno s tlemi.
- V Musō Jikiden Eishin-ryū se potisk v sayo prične z rezilom sablje nagnjenim pod kotom 45O in konča v navpični legi.

Eden od stilov iaida je tudi Mugai-ryū. Mugai-ryū je bil negoč eden najbolj slavnih stilov iaida na Japonskem, v Edo-jidai oz. obdobju Edo. Razvil se je pod močnim vplivom Zen-a, njegova največja značilnost pa so kratki, neposredni gibi. Chiburi“, na primer, se izvaja z mnogo manj gibi kot v drugih slogih, poleg tega pa se sploh ne uporablja pri izvajanju suwari waza-e (Goyo in Goka zbir kat). Razvil se je leta 1697, njegov utemeljitelj pa je bil Tsuji Gettan Sukemochi (ali Sukeshige). Le-ta je življenje posvetil Zenu, zato ima globoke korenine v Zen budizmu. Izirni slog, ki ga je ustanovil Gettan, je bil v bistvu slog kenjutsuja in ne iai-ja. Današnja Mugai-ryu iaido je ustanovil Takahashi Hachisuke Mitsusuke, skupaj z njegovim mlajšim bratom Hidezu-jem, na sredini obdobja Edo. Sprva sta se učila sloga, imenovanega Jikyo-ryu, in sicer pod okriljem zadnjega ravnatelja svoje generacije Yamamure Masashige. Pri tem slogu se napredne waze, imenovane Naiden, ki so posvečene samemu Gettan-u, osredotočajo na tehnike, s katerimi onemogočijo oz. uničijo nasprotnikov sakki ali ubijalsko razpoloženje. Danes na Japonskem še vedno obstaja izrazita linija šol Mugai-ryu. Zadnji sōke' ali velemojsterj te šole je bil Nakagawa Shiryo Shinichi, ki je umrl leta 1984 in mu ni uspelo poiskati svoje naslednika. Posnetih je bilo mnogo filmov, kateri so predstavljali Mugai-ryu; med njimi je tudi zadnji film Kurosawe, Ame Agaru.
Danes obstaja mnogo vej oz. različic Musō Jikiden Eishin-ryū (MJER). Različne iaido organizacije imajo različne načine, kako prepoznati soke-ja. Tako je dandanašnji zelo malo ljudi, ki si prislužijo ta naslov. Eden njih je Miura Takeyuki Hidefusa, kateri je dosegel stopnjo 9 Dan-a, v MJER-u. Vse japonska iaido zveza (Dai Nippon Iaido Renmei) pa je za velemojstra razglasila Ajisai-ja Hirai-ja,9 Dan Hanshi, ki drži naslov 22 soke-ja MJER.
V Vse japonski kendo zvezi (AJKF) ali Zen Nippon Kendo Renmei (ZNKR), pa obstajata dve liniji šol, ki predstavljata Musō-ryu. AJFK je razglasila za 21 sōke-ja
šole Musō Jikiden Eishin-ryū Fukui Torao, ki je preminul 2001. ZNIR-jev 22 sōke je Ikeda Takashi Seikō,10th Dan Hanshi. Zadnji sōke šole Musō Shinden-ryū je bil Nakayama Hakudō, kateri ni imel uradnega naslednika.

### Moderni iai oz. battō
Novi stil iaijutsuja je slog Toyama-ryū battōjutsu. Ta stil bojevanja izvira iz poznega 19. stoletja, prvotno pa so se ga učili japonski častniki v 2. svetovni vojni. Od starejših slogov iai-ja se razlikuje predvsem po tem, da se vse tehnike prično v stoječem položaju. Toyama-ryū je v bistvu osnova sloga Nakamura-ryū, katerega je ustanovil Nakamura Taizaburo; le-ta je prevzel nōtō  in kamae iz starejšega Koryū-ja, verjetno Ōmori-ryū-ja. 
Res je, da se boji med posameznimi šolami že dolgo časa niso odvijali z uporabo shinken-nov ali ostrih rezil, a vseeno ne moremo trditi, da so tradicionalne šole boljše od modernih in obratno.

## Oprema

### Meč
Pri vadbi iaida se uporablja bokken, iaito in shinken. Bokken je narejen iz lesa in je namenjen začetnikom, učenci na višjih nivojih pa uporabljajo iaito, meč iz posebne aluminijevo-cinkove zlitine, z nebrušenim rezilom. Shinken je kovinski meč z nabrušenim rezilom, ki je namenjena le mojstrom te veščine. Iaidoke morajo izkazati spoštovanje meču pred in po vadbi (toho).
- Bokken, bok les in ken meč; je lesen japonski meč, ki se uporablja za trening. Po obliki in velikosti je identičen katani, lahko pa je tudi oblikovan kot wakazashi ali tanto. Bokken se uporablja ,kot poceni in relativno varen nadomestek pravega orožja, v več borilnih veščinah. Bokken obstaja tako dolgo časa kot japonski meči, in je bil uporabljen za urjenje bojevnikov.
- Iaito (居合刀, iaitō) je posnetek katane, včasih pa je tudi poimenovan mogito' (模擬刀, mogitō), kar pomeni „lažen, ponarejen“ ali „posnemanje meča“.
- Shinken (真剣, Shinken) v prevodu pomeni „pravi meč“. Ta izraz na Japonskem opisuje meč, kateri je oster in se uporablja za pravi boj in rezanje. Meč se danes uporablja za vadbo najvišjih stopenj iaida ali/in tamageshiri-ja (rezanja).

Na Japonskem obstaja še okoli 250 kovačnic, ki se specializirajo v izdelavi gendaitov oz. ročno narejenih shinkenov. Zakon jim dovoljuje izdelavo le 24 gendaitov na leto, njihove cene pa znašajo 6,000$ in več.

### Oblačila
Vsi učenci nosijo isto vrsto oprave, katera sledi učnemu načrtu. Oprava sestoji iz keikogi-ja (neoprijet zgornji del), hakame (širokih, naborkanih hlač) ter obi-ja (širok trak-pas). Glede na stil, je obleka lahko bele, temno modre (indigo) ali črne barve. Vaditelji višjih stopenj oz. z višjimi nazivi lahko nosijo tudi formalni kimono (tradicionalno japonsko opravo, ki je namenjena tako moškim kot ženskam), obi in hakamo. Tako opravo po navadi nosijo na nastopih pred množicami. Pri vadbi se ne nosi in tudi ni potrebna nobena zaščitna oprema, razen ščitnikov za kolena.